# Капуљача (роман)
Капуљача (ир. Hood) јесте други роман ирско-канадске ауторке Еме Донохју објављен 1995. Књига је 1997. добила награду Стоунвол бук. Књига је написана под великим утицајем Уликса Џејмса Џојса.

## Историја публикације
Књига је први пут објављена у САД 1995. а последњи пут објављена од стране Harper Collinsа 2011. У Србији је роман објавила издавачка кућа "Хеликс" 2015-е године у преводу Ане Јешић.

## Резиме радње
Радња овог романа одвија се седам дана након што је љубавница Пен О’Грејди, Кара Вол, погинула у саобраћајној несрећи. Њих две су биле заједно тринаест година, након што су се упознале као ученице у католичкој школи у Даблину. Прича комбинује флешбекове који дају историју Пенине и Карине сложене и бурне лезбијске везе са детаљима о различитим начинима на које се Пен осећа и реагује на тугу, реакцијама људи који знају или не знају природу везе, Пеновим осећањима према лезбијкама у Ирској, као и о неколико одлука да изађе пред њене блиске.

## Награде
Књига је освојила награду Стоунвол бук 1997.

## Пријем
Убрзо након објављивања, књига Капуљача је престављена у Њујорк тајмсу и Бостон глоубу.  Њујорк тајмс је то назвао „шармантним” и рекао да Еме Донохју „урони у уобичајено са контролом и повременим трајним описним блесцима рођеног писца.” Сиркус ривјус је то назвао „дубоко дирљивим”, „елегичном реконструкцијом дуге љубавне везе” и „резервном, моћном нарацијом”. 

## Главне теме
Овај роман говори о полузатвореној лезбијки у Ирској. Научно писање о књизи Капуљача је забележило теме католицизма, ормара и дома.